# Schwelmer Baskets
El BC Schwelmer Baskets 2006 e.V., también conocido como EN Baskets Schwelm debido al distrito de Ennepe-Ruhr donde se ubica, es un equipo de baloncesto alemán con sede en la ciudad de Schwelm, que compite en la ProB, la tercera división de su país. Disputa sus partidos en el Schwelm Arena, con capacidad para 1500 espectadores.

## Historia
El equipo se fundó originalmente en 1977 como TG RE Schwelm, la sección de baloncesto del club TG Rote Erde Schwelm. Participó en competiciones regionales hasta que en 1990 logró su primer ascenso a la 2. Basketball Bundesliga.  Ya en 1999, los miembros del departamento de baloncesto del TG RE Schwelm fundaron por primera vez un club independiente, el BC Schwelmer Baskets eV, que esa misma temporada regresó al segundo nivel del baloncesto alemán, y que en la temporada 2004-05 lograrían ascender a la Basketball Bundesliga, el máximo nivel, aunque descenderían inmediatamente, y por problemas económicos se refundarían en 2006 saliendo de nuevo en Regionalliga.

## Trayectoria
| Temporada | Nivel | Liga         | Pos. | Resultado        |
| --------- | ----- | ------------ | ---- | ---------------- |
| 2000-01   | 2     | 2.Bundesliga | 4º   |                  |
| 2001-02   | 2     | 2.Bundesliga | 2º   |                  |
| 2002-03   | 2     | 2.Bundesliga | 2º   |                  |
| 2003-04   | 2     | 2.Bundesliga | 1º   | Ascensocampeón   |
| 2004-05   | 1     | Bundesliga   | 16   | Descenso         |
| 2005-06   | 4     | Regionalliga | 2º   |                  |
| 2006-07   | 4     | Regionalliga | 4º   |                  |
| 2007-08   | 4     | Regionalliga | 2º   |                  |
| 2008-09   | 4     | Regionalliga | 2º   |                  |
| 2009-10   | 4     | Regionalliga | 1º   | Ascensocampeón   |
| 2010-11   | 3     | ProB         | 1º   | Octavos de final |
| 2011-12   | 3     | ProB         | 5º   | Cuartos de final |
| 2012-13   | 3     | ProB         | 1º   | Finalista        |
| 2013-14   | 3     | ProB         | 3º   | Semifinales      |
| 2014–15   | 3     | ProB         | 7º   | Octavos de final |
| 2015–16   | 3     | ProB         | 12º  | Desciende        |
| 2016–17   | 4     | Regionalliga | 1º   | Asciendecampeón  |
| 2017-18   | 3     | ProB         | 6    | Octavos de final |